# Championnat de Tchéquie de football 1994-1995
Navigation
Saison 1993-1994 Saison 1995-1996
La saison 1994-1995 du Championnat de République tchèque de football était la 2e édition de la 1. Liga, le championnat de première division de la jeune République tchèque. Les 16 clubs de l'élite jouent les uns contre les autres lors de rencontres disputées en matchs aller et retour au sein d'une poule unique.
Le Sparta Prague, champion en titre, finit en tête du championnat et remporte le 2e titre de champion de République tchèque de son histoire.

## Les 16 clubs participants
| - AC Sparta Prague - SK Slavia Prague - FC Boby Brno - FC Bohemians Prague - FK Jablonec - Promu de 2. Liga - FC Hradec Kralové - FC Banik Ostrava - FK Svarc Benesov - Promu de 2. Liga | - SK Dynamo Ceské Budejovice - SK Sigma Olomouc - FK Union Cheb - Viktoria Plzen - Slovan Liberec - FK Viktoria Zizkov - Petra Drnovice - FC Svit Zlin |

## Compétition

### Classement
À partir de cette saison, la victoire ne vaut plus 2 mais 3 points. Le barème de points servant à établir le classement se décompose ainsi :
- Victoire : 3 points
- Match nul : 1 point
- Défaite : 0 point

| Rang | Équipe                     | Pts | J  | G  | N  | P  | Bp | Bc | Diff |
| ---- | -------------------------- | --- | -- | -- | -- | -- | -- | -- | ---- |
| 1.   | AC Sparta Prague (T)       | 70  | 30 | 22 | 4  | 4  | 64 | 17 | +47  |
| 2.   | SK Slavia Prague           | 64  | 30 | 19 | 7  | 4  | 52 | 20 | +32  |
| 3.   | FC Boby Brno               | 54  | 30 | 15 | 9  | 6  | 52 | 27 | +25  |
| 4.   | Slovan Liberec             | 51  | 30 | 16 | 3  | 11 | 49 | 46 | +3   |
| 5.   | FK Viktoria Zizkov         | 49  | 30 | 15 | 4  | 11 | 61 | 38 | +23  |
| 6.   | Petra Drnovice             | 48  | 30 | 15 | 3  | 12 | 46 | 44 | +2   |
| 7.   | SK Dynamo Ceské Budejovice | 46  | 30 | 12 | 10 | 8  | 29 | 28 | +1   |
| 8.   | SK Sigma Olomouc           | 43  | 30 | 12 | 7  | 11 | 31 | 31 | 0    |
| 9.   | Viktoria Plzeň             | 40  | 30 | 12 | 4  | 14 | 32 | 37 | -5   |
| 10.  | FK Jablonec (P)            | 39  | 30 | 11 | 6  | 13 | 37 | 33 | +4   |
| 11.  | FC Banik Ostrava           | 38  | 30 | 10 | 8  | 12 | 36 | 41 | -5   |
| 12.  | FC Hradec Kralové (C)      | 36  | 30 | 10 | 6  | 14 | 35 | 45 | -10  |
| 13.  | FK Union Cheb              | 31  | 30 | 8  | 7  | 15 | 29 | 45 | -16  |
| 14.  | FC Svit Zlin               | 30  | 30 | 8  | 6  | 15 | 21 | 40 | -19  |
| 15.  | FC Bohemians Prague        | 23  | 30 | 6  | 5  | 19 | 35 | 62 | -27  |
| 16.  | FK Svarc Benesov (P)       | 12  | 30 | 3  | 3  | 24 | 23 | 78 | -55  |

|  | Qualifié pour la Ligue des champions 1995-1996                                                     |
|  | Qualifié pour la Coupe des Coupes 1995-1996                                                        |
|  | Qualifié pour la Coupe UEFA 1995-1996                                                              |
|  | Qualifié pour la Coupe Intertoto 1995                                                              |
|  | Relégation en 2e division                                                                          |
|  | (T) : Tenant du titre (C) : Vainqueur de la Coupe de République tchèque (P) : Promu de 2e division |

## Bilan de la saison
| Tableau d'Honneur                             |                   |
| Compétition                                   | Vainqueur         |
| Championnat de République tchèque de football | AC Sparta Prague  |
| Coupe de République tchèque de football       | FC Hradec Kralové |

| Qualifications européennes    |                   |
| Ligue des champions 1995-1996 | Qualifié          |
| 1er tour                      | AC Sparta Prague  |
| Coupe des Coupes 1995-1996    | Qualifié          |
| 1er tour                      | FC Hradec Kralové |
| Coupe UEFA 1995-1996          | Qualifié          |
| 1er tour                      | SK Slavia Prague  |
| Coupe Intertoto 1995          | Qualifié          |
| Phase de poules               | FC Boby Brno      |

| Promotion et relégation |                                      |
| Relégués en 2.Liga      | FC Bohemians Prague FK Svarc Benesov |
| Promus en 1.Liga        | FC Uherske Hradiste SFC Opava        |